# بخش نوفشتو، ووسگه
بخش نوفشتو (به فرانسوی: Arrondissement de Neufchâteau) یک بخش در فرانسه است که در ووژ واقع شده‌است.